# Binär option
Binär option även kallat för digital option, över- eller underoption och allt-eller-inget-option och är en form av option/er.
Binära optioner har sitt ursprung i online kasino som lät spelare satsa pengar på hur aktiemarknaden kommer utvecklats.  Optionerna har sedan dess utvecklats till reglerade finansiella instrument som erbjuds av reglerade företag som tillhandahåller investeringstjänster istället för kasinon.
När en spekulant köper en överoption är utmaningen att förutse om en aktiekurs, ett index eller en annan tillgång kommer att sluta över en viss kursnivå på en förutbestämd dag eller tidpunkt i framtiden. På motsvarande sätt kan en spekulant även köpa en underoption om spekulanten tror att kursen slutar under en viss kursnivå.
Om spekulanten får rätt erhåller man 1 krona per köpt option på slutdagen. Om spekulanten har fel blir värdet på slutdagen 0 kronor. Som köpare kan en spekulant aldrig förlora mer än riskerat belopp, förlustrisken är därmed begränsad och känd på förhand.
På liknande sätt som för vanliga optioner kan investerare även ställa ut eller sälja optioner.
Handel med binära optioner fungerar på följande sätt:
1. Spekulanten väljer den underliggande tillgång som denne vill handla med. Underliggande tillgång kan vara valutor, råvaror, index och enskilda aktier.
2. Spekulanten väljer en tidsram för sin option.
3. Spekulanten väljer sin insats. Insatsen är investerarens risk.
4. Till sist väljer spekulanten om denne tror att kursen kommer att gå upp (Call) eller gå ner (Put).

Har spekulanten rätt så vinner denne ett förutbestämt belopp. Har spekulanten fel så förlorar denne sin insats. Vid handel med binära optioner kan man inte förlora mer än sin insats.

## Reglering

### Sverige
Handel med binära optioner på Stockholmsbörsen står under tillsyn av Finansinspektionen i Sverige.
Finansinspektionen förbjöd den 2 juli 2019 företag som tillhandahåller investeringstjänster från att marknadsföra, distribuera eller sälja binära optioner till icke-professionella kunder.  Det är fortfarande tillåtet att marknadsföra binära optioner mot professionella investerare.  
Det är fortfarande tillåtet för svenska medborgare att handla med binära optioner.  Det är företaget som tillhandahåller investeringstjänsten som bryter mot svensk reglering om de låter en svenska handla med binära optioner. Det finns trots detta företag som låter dig handla med binära optioner.

### Belgien
I Belgien är det förbjudet att distribuera handel med binära optioner till konsumenter efter beslut av tillsynsmyndigheten Financial Services and Markets Authority (FSMA).

### UK
Financial Conduct Authority (FCA) har förbjudit  företag som tillhandahåller investeringstjänster att erbjuda handel med binära optioner till icke-professionella handlare.

### EU
Den 21 september 2018 beslutade Europeiska värdepappers- och marknadsmyndigheten (Esma) att förlänga sina åtgärder mot binära optioner i tre månader till, med start den 2 oktober 2018. 

### Frankrike
I Frankrike har binära optioner i princip förbjudits genom regler som hindrar elektronisk marknadsföring av spekulativa produkter. Detta har skett av tillsynsmyndigheten Autorité des marchés financiers (AMF).

### Cypern
Den 3 maj 2012 klassificerade Cyperns myndighet för finansmarknadsreglering, Cyprus Securities and Exchange Comission (CySEC), binära optioner som ett finansiellt instrument. Därför är idag många plattformar baserade på just Cypern. Inom EU är det en licens som många mäklare eftersträvar. Om en mäklare innehar en licens från Cypern eller Malta innebär det även att de måste följa EU:s Markets In Financial Instruments Directive (MiFID).

### USA
Binära optioner är lagliga i USA och handlas på marknadsplatser såsom NADEX (North American Derivatives Exchange) och  Chicago Board Options Exchange (CBOE).